# Empoasca marquesana
Empoasca marquesana är en insektsart som beskrevs av Henry Fairfield Osborn 1934. Empoasca marquesana ingår i släktet Empoasca och familjen dvärgstritar. Inga underarter finns listade i Catalogue of Life.